# Когэпан
Kogepan (яп. こげぱん Когэпан, «Жжёный хлебушек») — японский персонаж, созданный компанией San-X. В Японии выпускаются разнообразные товары с изображением персонажа: игрушки, канцелярские принадлежности, книги и т.п. Кроме того, Когэпан является героем аниме. Популярность Когэпана можно сравнить с персонажами Hello Kitty и Badtz-Maru от компании Sanrio.
Когэпан — это сладкая булочка ан-пан с пастой из бобов адзуки, сожжённая нерадивым пекарем. Когэпан живёт в булочной и заводит друзей среди других сортов хлеба. Имя образовано из сочетания слов когэру (焦げる — подгорать, обугливаться) и пан (パン — хлеб).

## Аниме
Studio Pierrot выпустила аниме о Когэпане, состоящее из десяти 4-минутных серий, в которых рассказывается о жизни персонажа: например, о том, как Когэпан уходит из дома, разговаривает с друзьями, дразнит или учит младших.

## Книги
Кроме аниме существуют ещё 15 детских книг авторства Мики Такахаси.
Список книг:
- «Когэпан — даже булочки, и те разные» (яп. こげぱん―パンにもいろいろあるらしい…。) Sony Magazines, 2000, ISBN 4-7897-1635-X.
- «Когэпан — в чём счастье булочек?» (яп. こげぱん―パンのしあわせってなんだろう…。) Sony Magazines, 2000, ISBN 4-7897-1680-5.
- «Когэпан — даже булочки встречаются друг с другом» (яп. こげぱん―パンにも出会いがあるらしい…。) Sony Magazines, 2001, ISBN 4-7897-1680-5.
- «Когэпан — безразличная жизнь. Манга про усталость» (яп. こげぱん―なげやり生活 やさぐれマンガ) Sony Magazines, 2001, ISBN 4-7897-1733-X.
- «Когэпан — апатичная жизнь. Манга про усталость» (яп. こげぱん―むきりょく生活 やさぐれマンガ) Sony Magazines, 2001, ISBN 4-7897-1776-3.
- «Когэпан — жизнь в уголке. Манга про усталость» (яп. こげぱん―むきりょく生活 やさぐれマンガ) Sony Magazines, 2002, ISBN 4-7897-1895-6.
- «Когэпан — дневник путешествий по Хоккайдо» (яп. こげぱん―北海道ぶらり旅日記) Sony Magazines, 2003, ISBN 4-7897-1974-X.
- «Пикник Когэпана» (яп. こげぱんのピクニック) Sony Magazines, 2003, ISBN 4-7897-2025-X
- «Когэпан — дневник путешествий по Окинаве» (яп. こげぱん―沖縄ぶらり旅日記) Sony Magazines, 2003, ISBN 4-7897-2039-X.
- «Когэпан — манга про усталость. Каждый день ленюсь.» (яп. こげぱん―やさぐれマンガ 毎日ダラーっと。) Sony Magazines, 2003, ISBN 4-7897-2140-X.
- «Когэпан — просмотр цветущей сакуры» (яп. こげぱんのおはなみ) Sony Magazines, 2004, ISBN 4-7897-2187-6.
- «Когэпан — каждый день в прострации. Манга про усталость» (яп. こげぱん 毎日ボケーっと。―やさぐれマンガ) Sony Magazines, 2004, ISBN 4-7897-2348-8.
- «Когэпан — дневник путешествий по трём городам: Киото, Осака, Кобе (Киотский выпуск)» (яп. こげぱん三都ぶらり旅日記―京都・大阪・神戸 (京都編)) Sony Magazines, 2005, ISBN 4-7897-2430-1.
- «Когэпан — дневник путешествий по трём городам: Киото, Осака, Кобе (Осакский и Кобе выпуск)» (яп. こげぱん三都ぶらり旅日記―京都・大阪・神戸 (大阪・神戸編)) Sony Magazines, 2005, ISBN 4-7897-2471-9.
- «Когэпан — каждый день вялый. Манга про усталость» (яп. こげぱん　毎日クターっと。　やさぐれマンガ) Sony Magazines